# Arhythmorhynchus trichocephalus
Arhythmorhynchus trichocephalus är en hakmaskart som först beskrevs av Leuckart 1876.  Arhythmorhynchus trichocephalus ingår i släktet Arhythmorhynchus och familjen Polymorphidae. Inga underarter finns listade i Catalogue of Life.